# Paços de Ferreira
Paços de Ferreira é uma cidade portuguesa localizada na sub-região do Tâmega e Sousa, pertencendo à região do Norte e ao distrito do Porto. 
É sede do município de Paços de Ferreira que tem uma área total de 70,99 km2, 55 595 habitantes em 2021 e uma densidade populacional de 783 hab./km2, subdividido em 12 freguesias. O município é limitado a leste pelo município de Lousada, a sul por Paredes, a sudoeste por Valongo e a oeste e norte por Santo Tirso.
É conhecida como Capital do Móvel por ser o mais importante centro de produção de mobiliário de Portugal, contando com cerca de 5000 empresas que constituem a maior área de exposição e venda de móveis na Europa, estimada em 2,5 milhões de metros quadrados.

## História
O território do atual município  é povoado desde o Neolítico. Desse período resta o Dólmen da Leira Longa, em Lamoso.  Palco de intensos e prolongados conflitos, a Colina e a Chã de Ferreira foram zona de fronteiras religiosas, militares, políticas e administrativas. Da Idade do Ferro, partindo do alto da colina, Citânia, temos, para um lado e para o outro, um notável conjunto de outros castros.  Do período suévico temos topónimos que persistem, como Freamunde, Eiriz.  Do período do domínio dos Árabes temos topónimos como Aldozinde, em Carvalhosa.
O primeiro documento, em papel, sobre este território, refere-se a uma doação de bens ao Mosteiro de Santa Maria de Cacães (Eiriz) de Ferreira, datado de 0976.  "Villa Colina" e "Villa Cova" são referências fundamentais do Livro de  Mumadona Dias, quando a Condessa de Portugal no século X, elenca os seus bens e igrejas em Ferreira. No período da fundação da Nacionalidade, os Ferreira e a sua Quinta e Honra _Casa do Paço, na freguesia de Eiriz_ foram cavaleiros de grande importância no seu serviço ao Reino. É à volta deste Termo de Ferreira (até meados do século XIII) que se afirmam as famílias nobiliárquicas dos Sousa e dos Ferreira. O cavaleiro Mem Viegas de Sousa foi senhor e cavaleiro de  honrarias em  Carvalhosa, Eiriz, Sanfins de Ferreira, como se vê em Gonçalo Mendes de Sousa.

#### Ferreira:  o Termo, os coutos, os mosteiros, as dioceses, os forais e as comendas
No período da reconquista, foi restaurada a Diocese de Braga e a Chã de Ferreira ficou a pertencer-lhe. Há registos que afirmam que, no ano de 1111, o cavaleiro Soeiro Viegas é senhor do “Couto de Fins de Ferreira” e que aqui fundou um mosteiro.  Inicia-se a construção do Mosteiro de Ferreira e logo se divide este território. A diocese do Porto pretende recuperar os antigos limites e entra em conflito, com a Diocese de Braga, pela posse do território de  Ferreira. Os século XII e XIII foram de grandes conflitos religiosos; o que obrigou a intervenção papal. Na prática, a diocese Braga ficou com as paróquias do norte do atual concelho, com o seu Mosteiro de "Sam Fins de Ferreira" e igreja de S. Pedro Fins de Ferreira. A diocese do Porto ficou com as paróquias a sul do atual concelho, com o seu Mosteiro de "S. Pedro de Ferreira" e igreja de São Pedro de Ferreira. O título nobiliárquico de “senhor do Couto de Fins de Ferreira” é referido ainda ao longo do século XII I e foi esta Igreja/Mosteiro que foi transformada em Comenda, cujo primeiro comendatário foi  o humanista D. Miguel da Silva (cardeal).

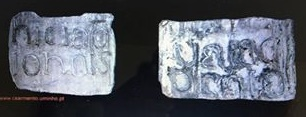
Do Mosteiro de S. Pedro Fins de Ferreira inscrição sepulcral, oferta ao Museu Martins Sarmento

A restauração das Dioceses provocou disputas entre Braga e Porto que se prolongaram até 1882, data em que a Diocese de Braga devolveu à Diocese do Porto as igrejas dos medieovos Termo de Ferreira e Terra de Ferreira.

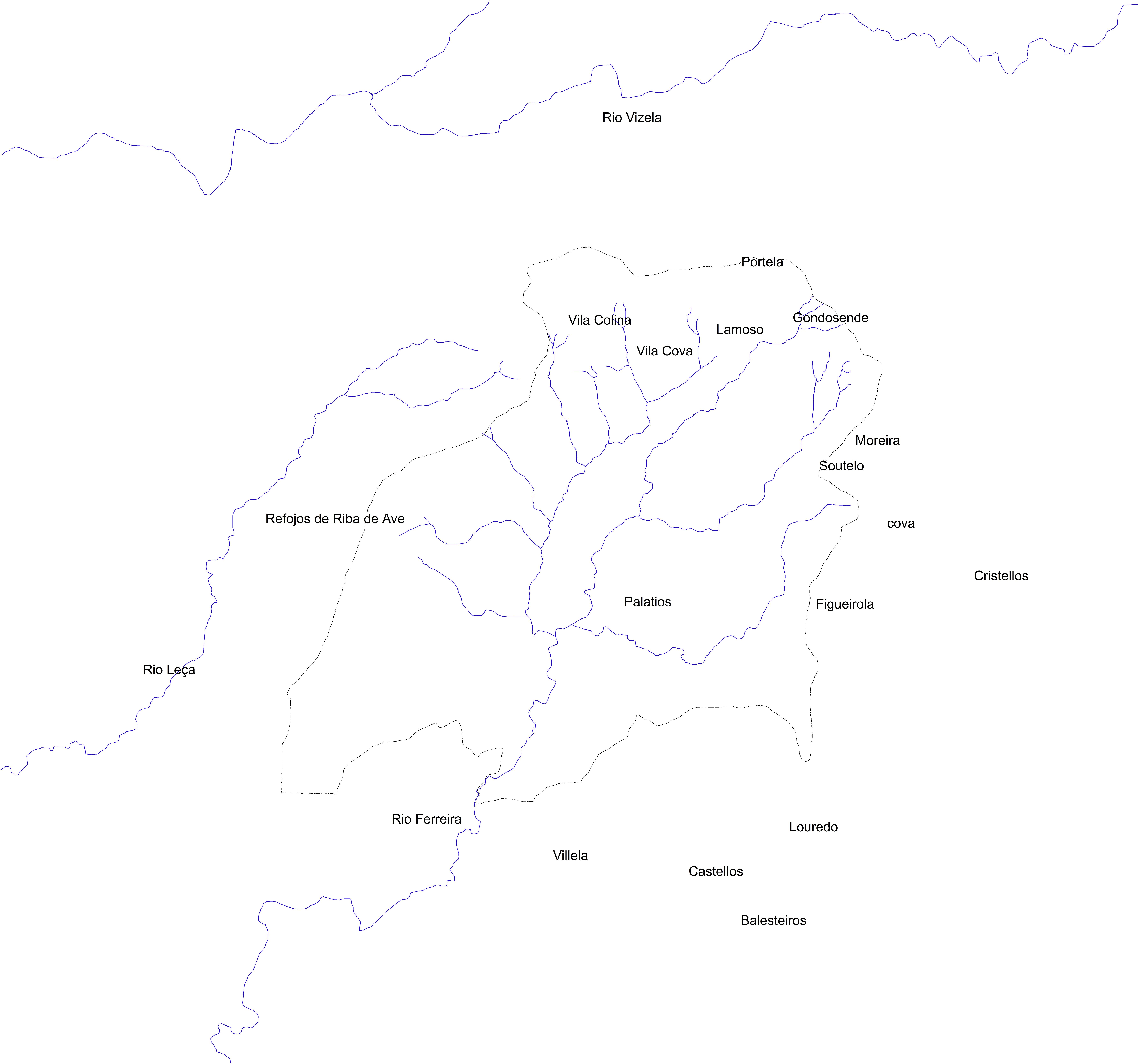
Posses de Mumadona, século X, no território de Ferreira

No Foral da Terra de Ferreira apenas constam as freguesias da  Diocese de Braga e a norte do atual concelho de Paços de Ferreira: Raimonda, Codessos,  Lamoso, Figueiró e Sanfins de Ferreira. Sanguinhedo, junto à nascente do Rio Ferreira mais distante da foz, já em Lustosa (no concelho de Lousada. Alguns territórios destas freguesias integravam também o Foral de Sobrosa.
A Terra de Frazão , Honra desde o século XIII, também recebeu Foral de D. Manuel, em 1514. A sede da Honra encontrava-se em Santa Maria Alta, hoje o S. Brás da Poupa. Com o Liberalismo obteve o estatuto de Concelho, sendo que a 20 de novembro de 1836, na Igreja Matriz de S. Martinho, se registou o último ato de vulto da autonomia administrativa, que se estendia pela Seroa e tinha marca histórica na Torre dos Alcoforados, na atual freguesia de Lordelo (Paredes). Em 1742, no Catálogo dos bispos do Porto, a sede do atual concelho de Paços de Ferreira é referida como Santa Eulália de Paços; dando a perceber o tardio determinativo de Ferreira.

##### Guerras da Restauração, Liberais e seus alinhamentos, os concelhos.
O território do concelho de Paços de Ferreira nunca viveu a mesma identidade. Espartilhadas entre as  Dioceses, os Nobres/Fidalgos, o Rei e a Casa do Infantado, as gentes defendiam os seus interesses. Neste quadro tiveram grande importância as Guerras, nomeadamente as da Prestação (1640-1668). Uns apoiavam D. João IV e outros continuavam a apoiar os Nobres fiéis ao Filipes (reis de Espanha). Os conflitos por cá duraram bastantes anos e os apoiantes de Castela viram os seus bens serem afetados aos vencedores nacionalistas, ou passando para a Casa do Infantado (como o caso da Honra de  Sobrosa) ou para nobres nacionalistas (caso o caso da Comenda de Sanfins de Ferreira). Destes alinhamentos restam  as referências a “espanhóis” com que gentes do sul do concelho alcunham as de Freamunde. 
Até ao liberalismo estes territórios do atual concelho de Paços de Ferreira, integravam: Honra de Sobrosa, o couto de S. Pedro de Ferreira, a Honra e a Comenda de Frazão; a Comenda de S. Pedro Fins de Ferreira, a Comenda de Penamaior ,  a Casa do Infantado, a Honra de Paços de Ferreira. Com a reforma administrativa de 1836, com a diferença de uma ou outra freguesia, o concelho de Paços de Ferreira foi a única unidade administrativa que sobreviveu. A 6 de novembro de 1836, afirma-se a vitória dos liberais pacenses e dissolvem-se os poderes dos nobres conservadores (Sobrosa e Frazão)  e da Igreja (S. Pedro de Ferreira e S. Pedro Fins de Ferreira). Os conflitos deixaram as suas marcas e, neste contexto,  Freamunde, que pertencera à Casa do Infantado/Honra (Sobrosa) e Couto (Ferreira), mesmo sendo a freguesia mais desenvolvida e com maior vitalidade desta região, foi preterida. 
O atual concelho de Paços de Ferreira corresponde  à bacia hidrográfica das nascentes do rio Ferreira e integra os extintos concelhos de  Frazão e de  Ferreira, algumas freguesias do extinto concelho de Sobrosa e uma freguesia (Penamaior) que, até 1855, pertencia ao extinto concelho de Negrelos. Paços de Ferreira deixou, por breves tempos, de ser concelho e os seus territórios chegaram a estar distribuídos por Paredes e por Barrosas. 
A unidade administrativa deste território nunca foi pacífica. A vitória dos Liberais impuseram Paços de Ferreira como a única sede concelhia mas as vontades das gentes nem sempre se vergam aos Decretos. Anda em 1998, o desejo de Freamunde se assumir como sede de concelho, com as antigas freguesias da Terra de Ferreira (Raimonda, Figueiró, Codessos, Lamoso e Sanfins de Ferreira) voltou a afirmar-se e fez chegar a sua proposta a votação na Assembleia da República, como se pode ver em publicação, 5 de março, no Diário da República

#### Da criação do concelho aos nossos dias

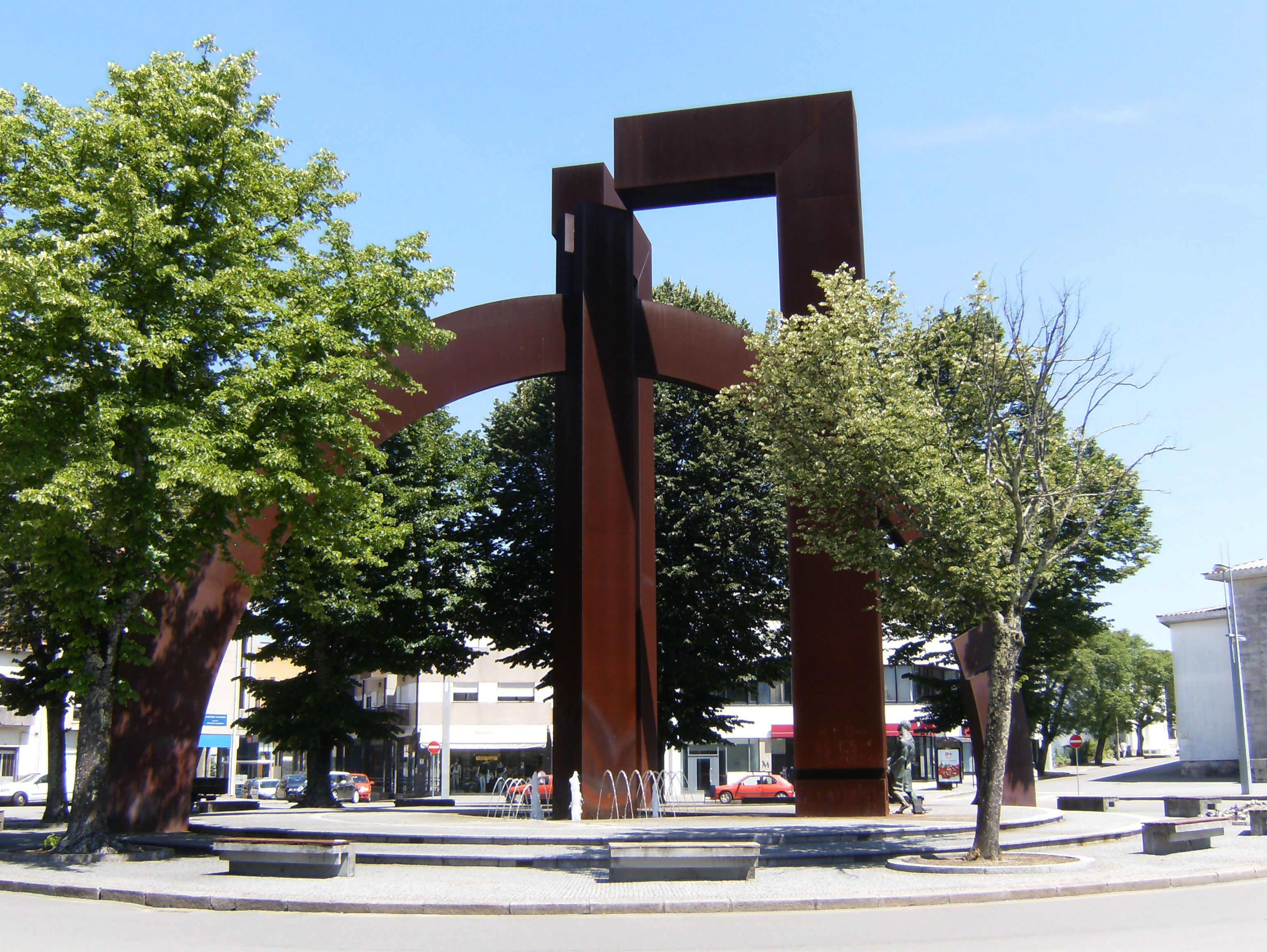
O Monumento ao Marceneiro, inaugurado em 1997 pelo Presidente da República Jorge Sampaio, é um dos símbolos modernos do concelho de Paços de Ferreira

Nos séculos XIX e XX, o município registou um crescimento notável, tendo sextuplicado a sua população desde a sua criação. Para tal contribuiu a elevada natalidade, a proximidade à cidade do Porto, a melhoria dos acessos e a boa rentabilidade agrícola do solo, que permitiram que a população continuasse a crescer mesmo durante a onda migratória que teve lugar em Portugal durante as décadas de 1950 e 60.
No princípio do século XX, um professor local, Albino de Matos, inventou um conjunto de instrumentos que revolucionaram o ensino da geometria nas escolas primárias portuguesas. A fábrica que abriu para produzir estes instrumentos cresceu rapidamente, tendo sido a semente da indústria de mobiliário do concelho, que, na segunda metade do século XX, com o desenvolvimento económico do país, se reconverteu, começando a produzir móveis domésticos. 
Nas décadas seguintes, o crescimento desta indústria, que acabou por tornar-se a mais importante do seu sector em Portugal, permitiu aumentar ainda mais a velocidade de crescimento demográfico do concelho. Na década de 80 começou a realizar-se a feira de mobiliário "Capital do Móvel", que deu fama à indústria do município e acabou por dar-lhe o "título" pelo qual é conhecido hoje em dia.
A 20 de Maio de 1993, por decreto do Parlamento português, a vila de Paços de Ferreira foi elevada à categoria de cidade. O mesmo sucedeu com a freguesia de Freamunde, que é cidade desde 19 de Abril de 2001. As freguesias de Frazão e Carvalhosa têm a categoria de vila desde 1995 e 2004, respectivamente.
Em 1997, cinco anos após a elevação a cidade, foram inaugurados o novo edifício dos Paços do Concelho e o Monumento ao Marceneiro, na Praça da República, popularmente conhecida como "Rotunda". 
No início do século XXI, o município passou a ter também um certo carácter suburbano, ocasionado pela abertura, em 2004, da auto-estrada que permite a ligação de Paços de Ferreira ao Porto em apenas 15 minutos de viagem.

## Freguesias

Freguesias do município de Paços de Ferreira.

O município de Paços de Ferreira é constituído por em 12 freguesias após a Reforma Administrativa de 2013.

### Freguesias que mantêm a configuração original
- Arreigada
- Carvalhosa (vila)
- Codessos
- Eiriz
- Ferreira (vila)
- Figueiró
- Frazão (vila)
- Freamunde (cidade)
- Lamoso
- Meixomil (vila)
- Modelos
- Paços de Ferreira (cidade)
- Penamaior
- Raimonda (vila)
- Sanfins de Ferreira
- Seroa (vila)

Quase todas as freguesias são bastante homogéneas em número de habitantes. Ainda assim, a população concentra-se predominantemente nas cidades de Paços de Ferreira e Freamunde, nas vilas de Frazão, Carvalhosa, Ferreira e Seroa. As características de aldeia mantêm-se nas terras de Arreigada, Codessos, Eiriz, Ferreira, Figueiró, Meixomil, Modelos, Lamoso, Penamaior, Raimonda, Sanfins de Ferreira e Seroa.

## Evolução da População do Município
★ Os Recenseamentos Gerais da população portuguesa, regendo-se pelas orientações internacionais da época (Congresso Internacional de Estatística de Bruxelas de 1853), tiveram lugar a partir de 1864 passando, a partir de 1900, a referenciar a população também por idades. Todos os censos encontram-se disponíveis para consulta no site do Instituto Nacional de Estatística. 
★★ De acordo com os dados do censo de 2021 registaram-se no Município (e Distrito) as seguintes alterações relativamente a 2011: -1.6% de habitantes (-1.7%); -28% no grupo dos 0-4 anos (-20%); -6% no grupo dos 15-24 anos (-6%); -1% no grupo dos 25-64 anos (-5%); + 44% no grupo dos 65 e mais anos (+ 33%). 
| Número de habitantes | Número de habitantes | Número de habitantes | Número de habitantes | Número de habitantes | Número de habitantes | Número de habitantes | Número de habitantes | Número de habitantes | Número de habitantes | Número de habitantes | Número de habitantes | Número de habitantes | Número de habitantes | Número de habitantes | Número de habitantes |
| -------------------- | -------------------- | -------------------- | -------------------- | -------------------- | -------------------- | -------------------- | -------------------- | -------------------- | -------------------- | -------------------- | -------------------- | -------------------- | -------------------- | -------------------- | -------------------- |
| 1864                 | 1878                 | 1890                 | 1900                 | 1911                 | 1920                 | 1930                 | 1940                 | 1950                 | 1960                 | 1970                 | 1981                 | 1991                 | 2001                 | 2011                 | 2021                 |
| 9 627                | 10 226               | 11 361               | 11 900               | 13 924               | 13 864               | 15 686               | 18 697               | 21 999               | 27 537               | 33 655               | 40 687               | 44 190               | 52 985               | 56 340               | 55 595               |

(Obs.: Número de habitantes "residentes", ou seja, que tinham a residência oficial neste concelho à data em que os censos  se realizaram.)
| Número de habitantes por Grupo Etário | Número de habitantes por Grupo Etário | Número de habitantes por Grupo Etário | Número de habitantes por Grupo Etário | Número de habitantes por Grupo Etário | Número de habitantes por Grupo Etário | Número de habitantes por Grupo Etário | Número de habitantes por Grupo Etário | Número de habitantes por Grupo Etário | Número de habitantes por Grupo Etário | Número de habitantes por Grupo Etário | Número de habitantes por Grupo Etário | Número de habitantes por Grupo Etário | Número de habitantes por Grupo Etário |
| ------------------------------------- | ------------------------------------- | ------------------------------------- | ------------------------------------- | ------------------------------------- | ------------------------------------- | ------------------------------------- | ------------------------------------- | ------------------------------------- | ------------------------------------- | ------------------------------------- | ------------------------------------- | ------------------------------------- | ------------------------------------- |
|                                       | 1900                                  | 1911                                  | 1920                                  | 1930                                  | 1940                                  | 1950                                  | 1960                                  | 1970                                  | 1981                                  | 1991                                  | 2001                                  | 2011                                  | 2021                                  |
| 0-14 Anos                             | 4 136                                 | 5 320                                 | 5 158                                 | 5 791                                 | 7 237                                 | 8 143                                 | 10 915                                | 14 070                                | 13 776                                | 11 202                                | 11 482                                | 10 320                                | 7 471                                 |
| 15-24 Anos                            | 2 045                                 | 2 329                                 | 2 508                                 | 2 933                                 | 2 880                                 | 3 983                                 | 4 743                                 | 6 025                                 | 8 819                                 | 9 282                                 | 8 402                                 | 7 559                                 | 7 087                                 |
| 25-64 Anos                            | 4 889                                 | 5 371                                 | 5 361                                 | 6 221                                 | 7 283                                 | 8 221                                 | 10 362                                | 11 755                                | 15 457                                | 20 746                                | 28 588                                | 32 198                                | 31 990                                |
| = ou > 65 Anos                        | 671                                   | 817                                   | 749                                   | 878                                   | 1 077                                 | 1 293                                 | 1 517                                 | 1 805                                 | 2 635                                 | 2 960                                 | 4 513                                 | 6 263                                 | 9 047                                 |

(Obs: De 1900 a 1950 os dados referem-se à população "de facto", ou seja, que estava presente no concelho à data em que os censos se realizaram. Daí que se registem algumas diferenças relativamente à designada população residente)

Apesar da sua pequena área, o concelho de Paços de Ferreira possui uma população bastante significativa, contando com 56 340 habitantes no ano de 2011. A densidade populacional é, deste modo, bastante elevada neste pequeno município. O povoamento do concelho é disperso, como é tradicional na região de Entre-Douro e Minho. Assim, quase todas as freguesias são homogéneas quanto ao número de habitantes, sendo o mapa de freguesias do concelho particularmente equilibrado. Ainda assim, os principais aglomerados populacionais são as cidades de Paços de Ferreira e Freamunde, as vilas de Frazão e Carvalhosa, e as povoações de Ferreira e Seroa.
Paços de Ferreira é um dos concelhos mais jovens do país, sendo que a população tem vindo a aumentar bastante ao longo dos anos, em todas as freguesias. Aliás, entre 1991 e 2001, apenas a freguesia de Modelos não viu a sua população aumentar. Parte da população do concelho e, também dos concelhos em redor, vê o seu emprego nas imensas oficinas de carpintaria que o município possui, produzindo as mesmas mobiliário de grande qualidade que é conhecido em todo o país e, também internacionalmente.
Na freguesia de Seroa habita uma significativa população prisional, em virtude de aí se localizarem os estabelecimentos prisionais do Vale do Sousa e a Cadeia Central do Norte.
Evolução da população do concelho de Paços de Ferreira (1849 – 2011)

## Política Municipal
O município de Paços de Ferreira é administrado por uma câmara municipal composta por 7 vereadores. Existe uma assembleia municipal, que é o órgão deliberativo do município, constituída por 33 deputados- aos 21 que são eleitos directamente juntam-se os 12 presidentes de Junta de Freguesia. O cargo de Presidente da Assembleia Municipal é actualmente ocupado pelo socialista Ricardo Pereira, eleito nas autárquicas 2017.
O cargo de Presidente da Câmara Municipal é actualmente ocupado por Humberto Brito, eleito nas eleições autárquicas de 2013 pelo Partido Socialista, e reeleito em 2017 conquistando a maioria absoluta de vereadores na câmara (5). Existem ainda dois vereadores eleitos pelo PSD, que em 2013 perdeu a Câmara Municipal pela primeira vez na história democrática do concelho, após 37 anos em que a câmara foi presidida sucessivamente pelos sociais-democratas Fernando Vasconcelos, Arménio Pereira e Pedro Pinto (este último derrotado nas urnas em 2013). O PS detém também a maioria absoluta na Assembleia Municipal, com 12 deputados directamente eleitos e 7 presidentes de Junta, face aos 9 deputados e 5 autarcas do PSD. Os restantes partidos não têm representação em nenhum dos órgãos.
| Órgão                           | PS | PSD |
| Câmara Municipal                | 4  | 3   |
| Assembleia Municipal            | 19 | 14  |
| dos quais: eleitos directamente | 12 | 9   |

Ver artigo principal: Câmara Municipal de Paços de Ferreira

### Eleições autárquicas[8]
| Data | %       | V       | %     | V     | %      | V      | %            | V            | %              | V   | %              | V  | Participação   |                |
| Data | PPD/PSD | PPD/PSD | PS    | PS    | CDS-PP | CDS-PP | FEPU/APU/CDU | FEPU/APU/CDU | PTP            | PTP | CH             | CH | Participação   |                |
| ---- | ------- | ------- | ----- | ----- | ------ | ------ | ------------ | ------------ | -------------- | --- | -------------- | -- | -------------- | -------------- |
| Data | 1976    | 34,69   | 3     | 29,17 | 2      | 23,64  | 2            | 8,94         | -              |     |                |    |                | 67,66 / 100,00 |
| 1979 | 45,25   | 4       | 17,23 | 1     | 28,13  | 2      | 7,54         | -            | 78,65 / 100,00 |     |                |    |                |                |
| 1982 | 48,10   | 4       | 11,82 | 1     | 31,57  | 2      | 6,20         | -            | 77,85 / 100,00 |     |                |    |                |                |
| 1985 | 61,07   | 5       | 14,30 | 1     | 15,71  | 1      | 6,87         | -            | 68,33 / 100,00 |     |                |    |                |                |
| 1989 | 56,06   | 5       | 23,47 | 2     | 10,35  | -      | 7,79         | -            | 67,46 / 100,00 |     |                |    |                |                |
| 1993 | 57,29   | 5       | 25,52 | 2     | 9,43   | -      | 5,19         | -            | 70,73 / 100,00 |     |                |    |                |                |
| 1997 | 60,71   | 5       | 24,07 | 2     | 9,31   | -      | 3,36         | -            | 68,19 / 100,00 |     |                |    |                |                |
| 2001 | 56,59   | 5       | 31,38 | 2     | 7,39   | -      | 2,31         | -            | 68,66 / 100,00 |     |                |    |                |                |
| 2005 | 59,01   | 5       | 29,75 | 2     | 5,53   | -      | 2,76         | -            | 68,01 / 100,00 |     |                |    |                |                |
| 2009 | 52,36   | 4       | 41,55 | 3     | 2,44   | -      | 1,87         | -            | 71,11 / 100,00 |     |                |    |                |                |
| 2013 | 44,43   | 3       | 46,93 | 4     | 1,42   | -      | 2,65         | -            | 0,56           | -   | 65,43 / 100,00 |    |                |                |
| 2017 | 29,03   | 2       | 64,76 | 5     | 1,11   | -      | 1,33         | -            | 0,69           | -   | 67,66 / 100,00 |    |                |                |
| 2021 | 33,92   | 3       | 55,78 | 4     | 1,56   | -      | 3,24         | -            |                |     | 2,22           | -  | 65,74 / 100,00 |                |

### Eleições legislativas
| Data | %     | %     | %     | %     | %     | %     | %        | %     | %    | %    | %     | %   | %       | % | %  | %  |  |
| Data | PS    | PSD   | CDS   | PCP   | UDP   | AD    | APU/ CDU | FRS   | PRD  | PSN  | BE    | PAN | PSD CDS | L | IL | CH |  |
| ---- | ----- | ----- | ----- | ----- | ----- | ----- | -------- | ----- | ---- | ---- | ----- | --- | ------- | - | -- | -- |  |
| Data | 1976  | 31,98 | 30,45 | 24,35 | 4,51  | 0,49  |          |       |      |      |       |     |         |   |    |    |  |
| 1979 | 28,65 | AD    | AD    | APU   | 1,06  | 55,50 | 9,74     |       |      |      |       |     |         |   |    |    |  |
| 1980 | FRS   | AD    | AD    | APU   | 0,56  | 61,92 | 7,85     | 23,38 |      |      |       |     |         |   |    |    |  |
| 1983 | 36,48 | 34,63 | 16,52 | APU   | PSR   |       | 8,01     |       |      |      |       |     |         |   |    |    |  |
| 1985 | 25,09 | 37,47 | 12,40 | APU   | 0,75  | 7,71  | 12,91    |       |      |      |       |     |         |   |    |    |  |
| 1987 | 19,32 | 64,54 | 4,35  | CDU   | 0,30  | 5,12  | 2,13     |       |      |      |       |     |         |   |    |    |  |
| 1991 | 24,20 | 62,92 | 5,38  | CDU   |       | 3,63  | 0,46     | 0,66  |      |      |       |     |         |   |    |    |  |
| 1995 | 38,10 | 48,12 | 7,66  | CDU   | 0,18  | 3,64  |          |       |      |      |       |     |         |   |    |    |  |
| 1999 | 42,17 | 43,56 | 7,85  | CDU   |       | 3,19  | 0,30     | 0,55  |      |      |       |     |         |   |    |    |  |
| 2002 | 31,83 | 51,76 | 8,52  | CDU   | 2,53  |       | 0,93     |       |      |      |       |     |         |   |    |    |  |
| 2005 | 42,50 | 39,98 | 7,31  | CDU   | 3,13  | 2,71  |          |       |      |      |       |     |         |   |    |    |  |
| 2009 | 42,97 | 35,71 | 9,39  | CDU   | 3,14  | 4,66  |          |       |      |      |       |     |         |   |    |    |  |
| 2011 | 29,90 | 48,30 | 8,99  | CDU   | 3,45  | 2,96  | 0,50     |       |      |      |       |     |         |   |    |    |  |
| 2015 | 26,75 | CDS   | PSD   | CDU   | 4,18  | 6,78  | 0,84     | 54,27 | 0,24 |      |       |     |         |   |    |    |  |
| 2019 | 35,05 | 38,37 | 4,55  | CDU   | 3,02  | 6,55  | 2,39     |       | 0,73 | 0,74 | 0,51  |     |         |   |    |    |  |
| 2022 | 40,77 | 37,82 | 1,54  | CDU   | 2,22  | 2,97  | 1,00     | 0,67  | 3,78 | 5,32 |       |     |         |   |    |    |  |
| 2024 | 25,84 | AD    | AD    | CDU   | 34,86 | 1,80  | 3,25     | 1,40  | 1,87 | 4,87 | 19,35 |     |         |   |    |    |  |

## Imprensa
No concelho de Paços de Ferreira existem 3 jornais regionais, o "Imediato", a "Gazeta de Paços de Ferreira" e a "Tribuna Pacense".
Existe também uma emissora de rádio sediada no concelho, a Rádio Clube de Paços de Ferreira.

## Geografia

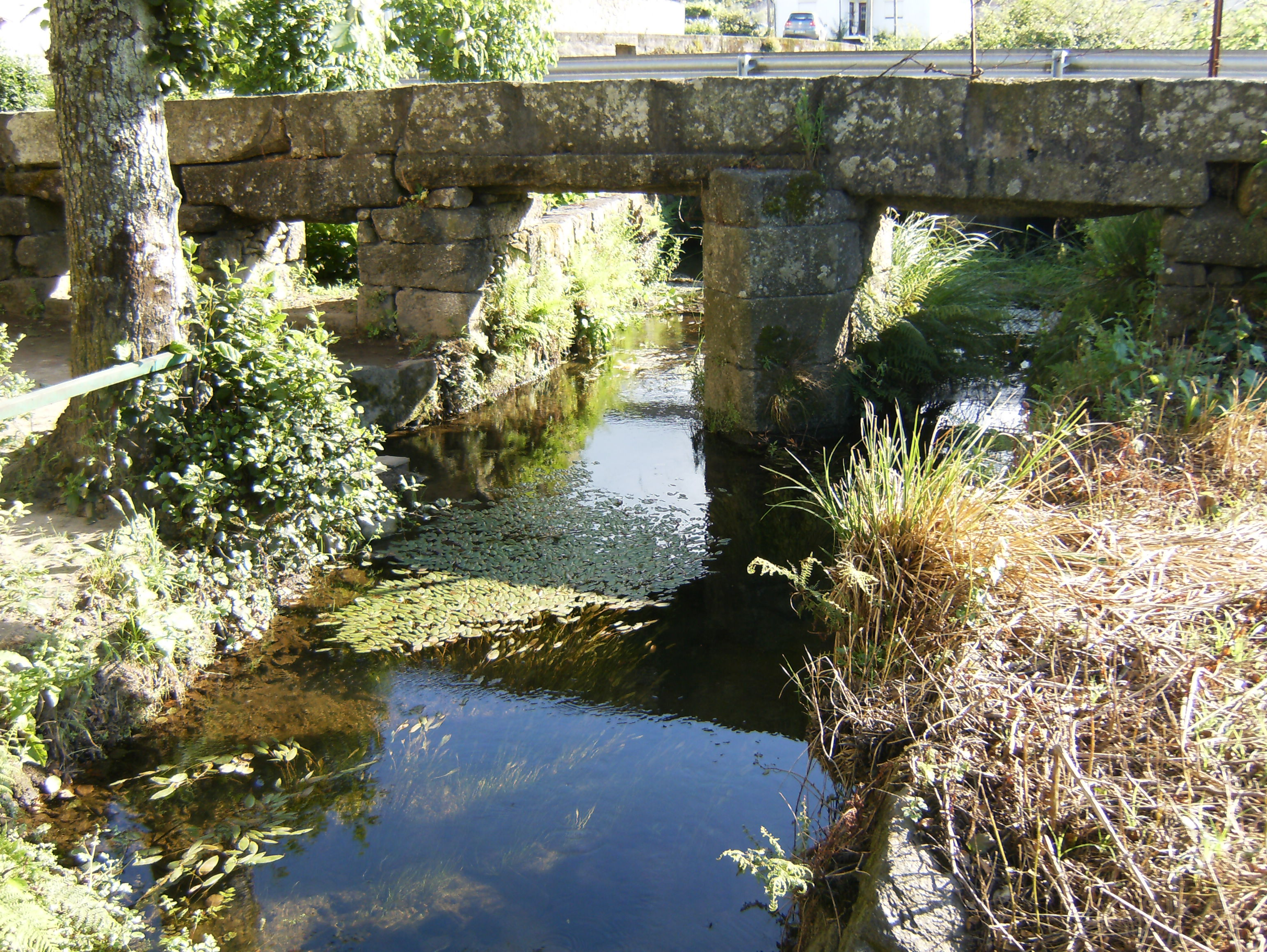
Rio Ferreira no lugar de Pêgas

O concelho de Paços de Ferreira situa-se num planalto, denominado "Chã de Ferreira", outrora conhecida pela beleza natural das paisagens e pelo seu arranjo humanizado. Assim, o concelho é delimitado por várias elevações, sendo de destacar a Serra da Agrela e o Monte do Pilar (a oeste), que o separam do concelho de Santo Tirso, a serra de São Tiago (a sul), que marca a fronteira com o concelho de Paredes, e o monte da Senhora do Socorro (a norte), fronteiriço ao concelho de Santo Tirso.

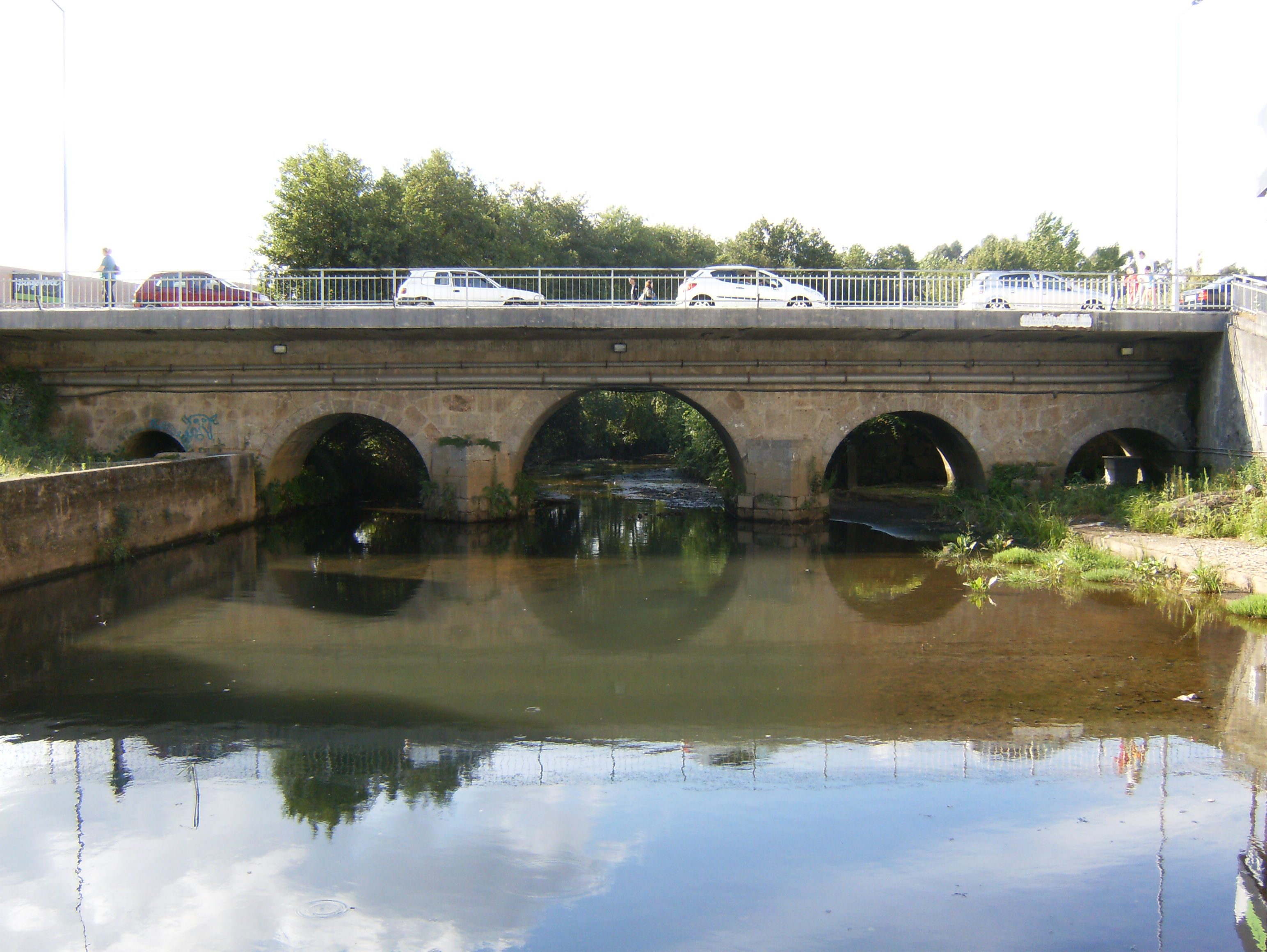
Rio Carvalhosa na Ponte Nova, à entrada da cidade

O ponto mais elevado do concelho é o vértice geodésico da Citânia de Sanfins, na freguesia com o mesmo nome, que se eleva 570 m acima do nível do mar. Contudo, a maior parte do concelho situa-se sensivelmente na cota dos 300 m.
O concelho é atravessado por vários cursos de água, embora de pequeno caudal. O Rio Ferreira brota em múltiplas nascentes da antiga Chã de Ferreira, cuja nascente principal é em Freamunde no lugar da Jóia e desagua no Rio Sousa, e este por sua vez no Rio Douro. Dos restantes pequenos cursos é de destacar o que que fertiliza os campos junto à Anta de Lamoso  do século XII, e que definia os limites entre do Termo de Ferreira e Termo de Aguiar. Terras predominantemente dominadas pelos Sousa, família nobiliárquica originária, senhora de várias honras em Carvalhosa, Eiriz, Sanfins de Ferreira, cujo expoente foi o cavaleiro Mem Viegas de Sousa.

### Localização
| Noroeste: Santo Tirso Monte Córdova | Norte: Vila das Aves (Santo Tirso) | Nordeste: Lustosa (Lousada) |
| Oeste: Agrela (Santo Tirso)         |                                    | Este: (Figueiras) Lousada   |
| Sudoeste: Sobrado (Valongo)         | Sul: Paredes, Lordelo e Vilela     | Sudeste: Sobrosa (Paredes)  |

## Geologia
O planalto que compõe o concelho situa-se numa zona de transição entre os xistos da Serra de Valongo e os granitos do Minho. As rochas são mais abundantes nos limites do concelho, sendo que na vertente sul da Serra da Agrela, abundam os xistos, e nas restantes zonas serranas do concelho predomina o granito azul.
As rochas são alvo de exploração comercial, destacando-se o granito azul extraído das pedreiras das freguesias de Eiriz e Sanfins de Ferreira e os xistos explorados na zona de Seroa.

## Clima

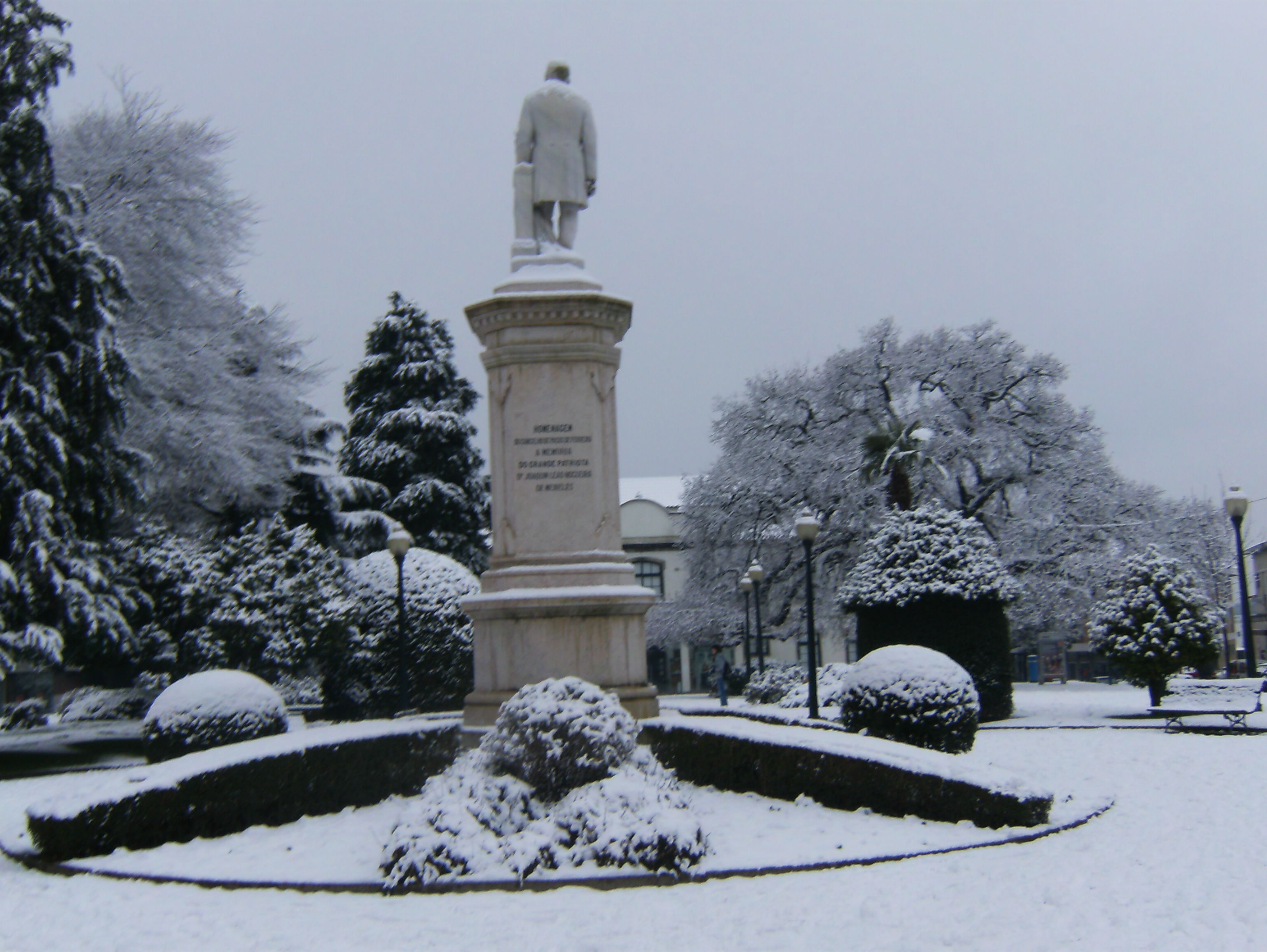
Paços de Ferreira com neve (9 de Janeiro de 2009)

Segundo a classificação climática de Köppen-Geiger, Paços de Ferreira tem um clima temperado com Inverno chuvoso e Verão seco e pouco quente (Csb).
A média de temperatura anual é de 13,0 °C (segundo as médias de 1955-1980 da estação agrária de Paços de Ferreira, entretanto extinta) e a pluviosidade ronda os 1700 a 1750 mm\ano.
Por se encontrar numa zona bastante peculiar como é o planalto da Chã de Ferreira, e se encontrar já a cerca de 30 km do oceano, frequentemente as condições meteorológicas em Paços de Ferreira são distintas das verificadas nas zonas costeiras.
Assim, os invernos em Paços de Ferreira são relativamente suaves, com temperaturas entre os 0 °C e os 15 °C, com precipitações bastante frequentes.
Em média as noites com geada no solo representam 59 dias por ano. A ocorrência de neve é relativamente rara, sendo que os nevões têm diminuído de frequência ao longo dos anos. O último nevão com intensidade no concelho registou-se a 9 de Janeiro de 2009.
No Inverno, é também frequente o transbordo dos pequenos rios Ferreira, Eiriz e Carvalhosa (estes dois afluentes do primeiro), que chegam a tornar intransitáveis algumas pontes do concelho. Esta época do ano é também caracterizada por uma elevada humidade.
Já os verões são normalmente quentes e secos, com temperaturas entre os 20 °C e os 30 °C. Ainda assim, é muito rara a ocorrência de fenómenos extremos de calor e seca.

## Fauna e flora
A diversidade faunística do concelho é, infelizmente, cada vez menor, devido à destruição dos ecossistemas naturais, e da crescente humanização da paisagem e das zonas anteriormente rurais e baldias.
A flora de Paços de Ferreira é também cada vez menos rica, já que as zonas florestais do concelho estão constantemente ameaçadas por vários factores. Em primeiro lugar, os incêndios ocorridos nos últimos anos provocaram grandes estragos nas áreas florestais do concelho, nomeadamente o Monte de São Domingos, próximo do centro da cidade, o Monte do Pilar, em Penamaior, e a Serra da Agrela, na Seroa. Após estes incêndios, não se tem procedido a uma reflorestação, pelo contrário, as zonas queimadas são alvo da especulação imobiliária, sendo rapidamente entregues à construção. Outro problema é a alienação dos baldios por parte de algumas Juntas de Freguesia, sendo que estes são rapidamente alvo de especulação imobiliária. Por fim, a construção de novas estruturas, públicas e privadas, nomeadamente as novas estradas (A42 e variante oeste) e as zonas industriais (Seroa, Frazão e complexo IKEA), têm ocupado antigas áreas florestais e até zonas de reserva nacional.
Nas zonas arborizadas existentes, as espécies mais abundantes são o pinheiro-bravo e, particularmente, o eucalipto, que substituiram, ao longo dos séculos XIX e XX, as manchas de espécies autóctones, como o carvalho. Até há bem pouco tempo, existia ainda uma mancha considerável de sobreiros, caso raro na região, tendo porém sido abatida grande parte dos exemplares para a construção do complexo IKEA.

## Indústria
O concelho de Paços de Ferreira exporta cerca de 400 milhões de euros/ano (Fonte INE), destacando-se no panorama nacional, graças à pujante indústria de mobiliário e têxtil.
Com cinco mil empresas, num raio de cinco quilómetros, Paços de Ferreira dispõe de uma área de exposição de mobiliário de cerca de 1 milhão de metros quadrados, 1,5 milhões de metros quadrados de área de produção, faturando um bilião de euros anuais, sendo assim o maior centro de exposição e produção de mobiliário da Europa. A sua feira de mobiliário, realizada anualmente sob o slogan "Capital do Móvel", é a mais importante do sector em Portugal. O sector exporta 80% da produção, com um valor médio de 25 milhões de euros por mês.
A indústria têxtil é a segunda mais forte do concelho, contando com 168 empresas que produzem 1,8% do vestuário nacional. Destaca-se o fabrico, numa fábrica da freguesia pacense de Carvalhosa, dos fatos de banho com a tecnologia LZR Racer, que permitiram a quebra de dezenas de recordes mundiais na natação, principalmente durante os Jogos Olímpicos de 2008, nos quais foram utilizados por Michael Phelps. As confecções pacenses fornecem também várias marcas de renome mundial.

## Agricultura

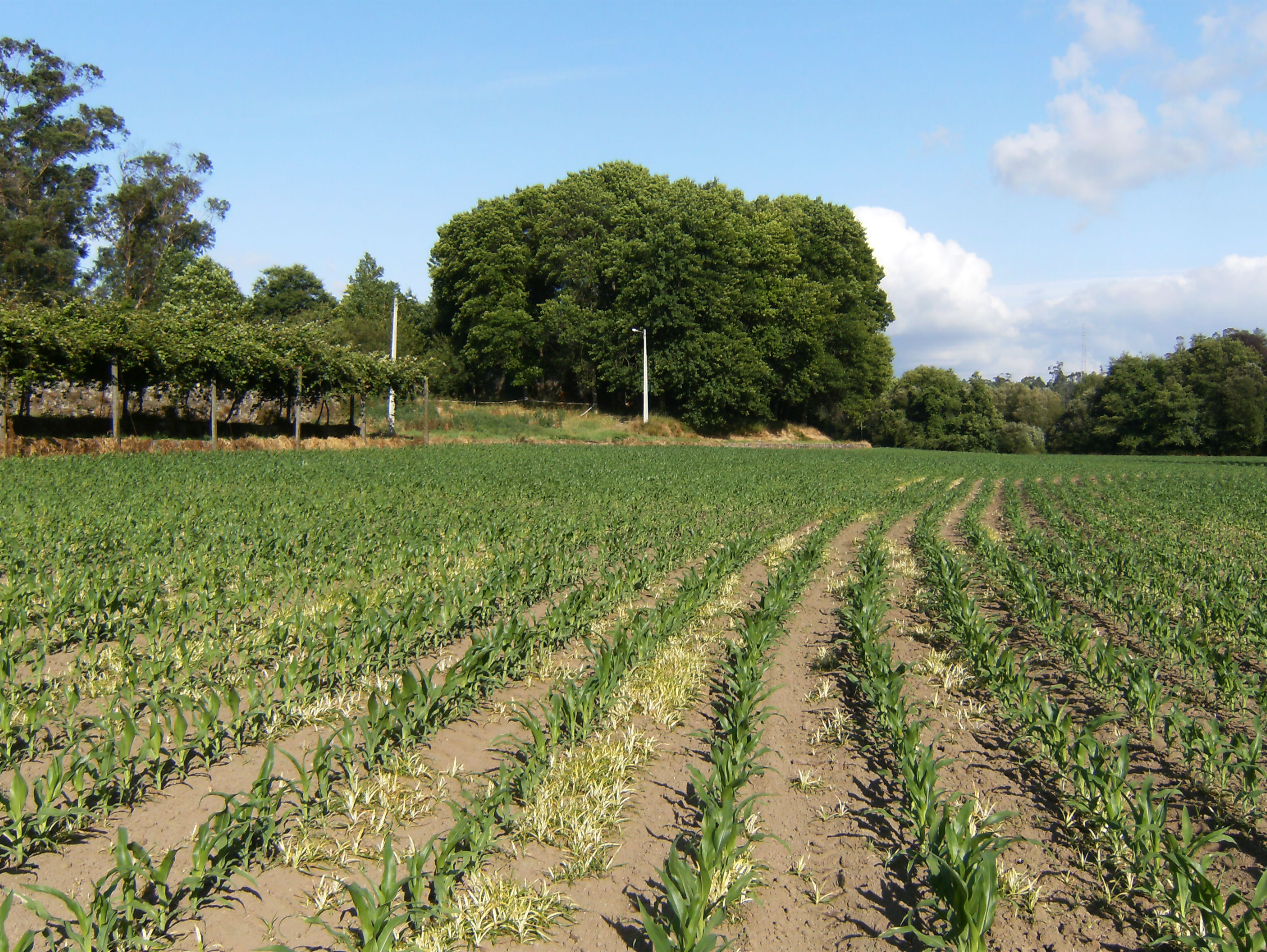
Cultivo de milho na antiga Zona Agrária de Paços de Ferreira

Os solos do concelho são bastante férteis, nomeadamente nos vales formados pelos rios Ferreira, Carvalhosa e Eiriz. Assim, a agricultura foi sempre intensivamente praticada no concelho, com particular destaque para o cultivo de milho, batata, cenoura, alho e couve. A vinha ocupa grande parte da área agrícola do concelho, na sua tradicional versão em ramada. Também há lugar à produção de fruta, principalmente maçãs, dióspiros e kiwis.
Até há bem pouco tempo, a cidade de Paços de Ferreira era nada mais que um conjunto de quintas rurais que se dedicavam à agricultura, destacando-se as quintas da Torre, das Uveiras e do Moinho Moleiro. Outra evidência da importância da agricultura no concelho é a existência, até 2008, de uma zona agrária com 195 000 m², correspondentes a 4% da área total da freguesia, da responsabilidade do Ministério da Agricultura.

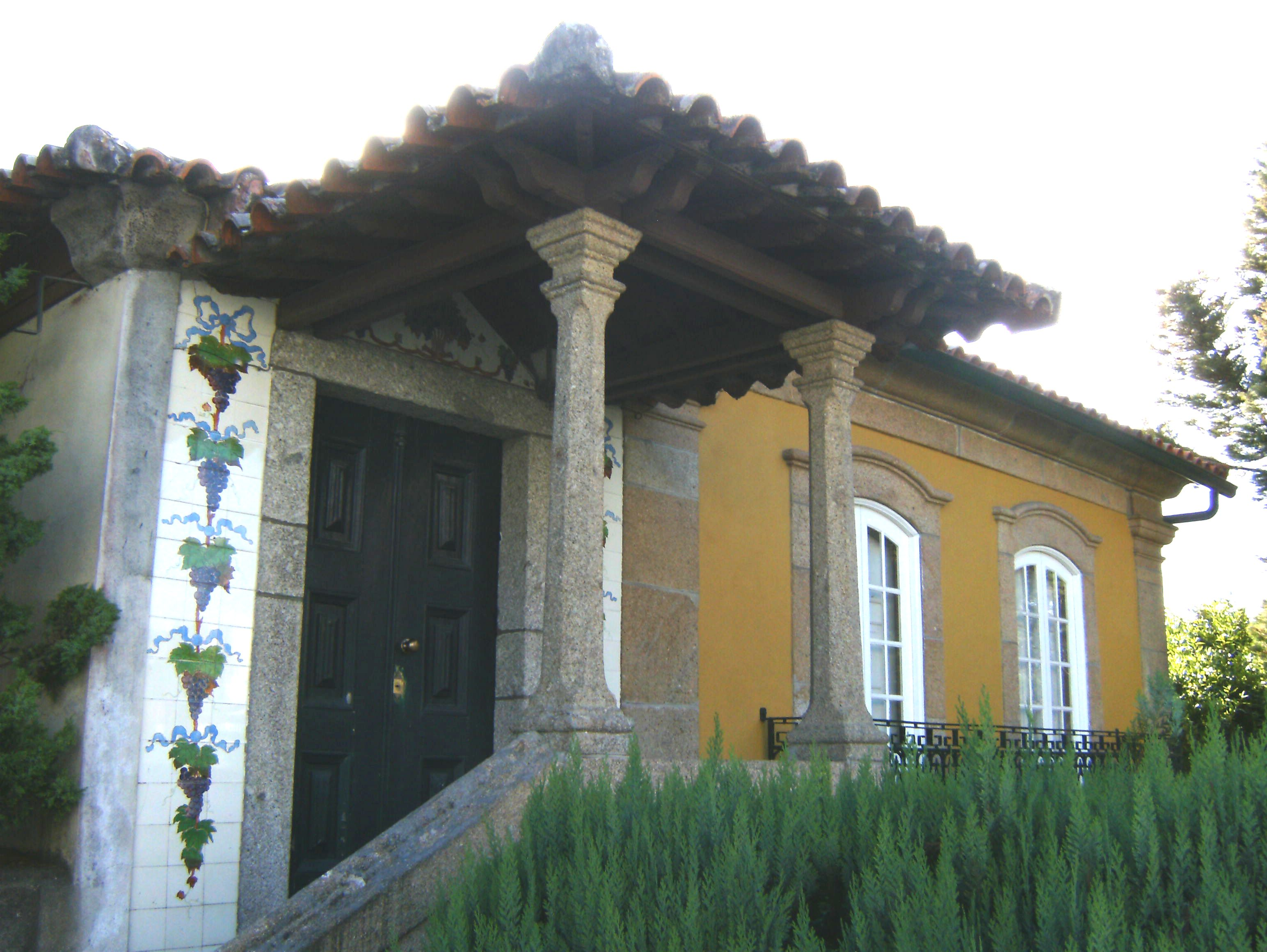
Quinta das Uveiras

Na "Agrária", como é conhecido este espaço, cultivaram-se durante décadas os cereais, a vinha e a fruta, foi criado gado bovino e suíno, produziu-se leite e queijo, em pleno coração da cidade. Actualmente, este espaço constitui o Parque Urbano de Paços de Ferreira, e a sua actividade agrícola resume-se a uma pequena produção de milho. A própria feira anual de mobiliário "Capital do Móvel", que é hoje um dos eventos que mais pessoas atrai ao concelho, começou, na década de 1980, como "Feira Agrícola e Industrial de Paços de Ferreira".
A importância da agricultura em Paços de Ferreira tem, contudo, vindo a decair. Esta actividade atingiu o seu auge no concelho por volta de 1970, altura em que neste sector trabalhavam 14 151 pessoas por todo o concelho, ou seja, 42,1% da população. Hoje em dia, a agricultura ocupa apenas 2471 pessoas, sendo que apenas 642 fazem desta a sua actividade principal (2,3% da população activa do concelho).

## Património classificado
Monumentos Nacionais

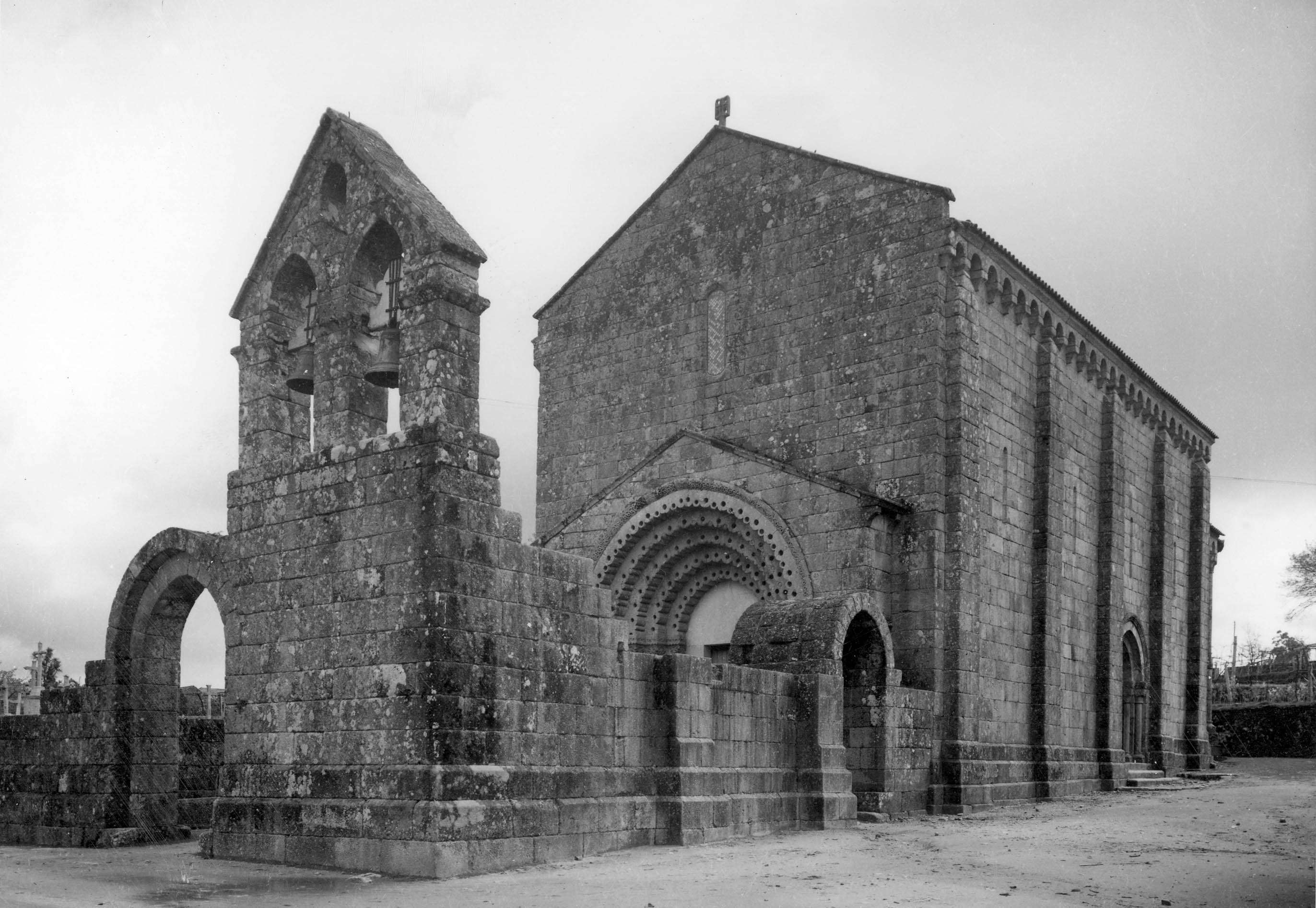
Mosteiro de Ferreira

- Citânia de Sanfins (Monumento Nacional desde 20 de Agosto de 1946)
- Mosteiro de Ferreira (Monumento Nacional desde 3 de Fevereiro de 1928)

Imóveis de Interesse Público
- Dólmen de Lamoso (IIP desde 24 de janeiro de 1967)
- Pelourinho de Paços de Ferreira (IIP desde 11 de outubro de 1933)
- Penedo das Ninfas (Sanfins de Ferreira- IIP desde 17 de abril de 1953)

Património em Vias de Classificação
- Capela de São Francisco (Freamunde)
- Cruzeiro de Eiriz

## Turismo
Paços de Ferreira possui vários pontos de interesse turístico que merecem uma visita a quem passa por este planalto. Para quem se dirige do Porto, a rota mais recomendada para um passeio consiste em seguir pela EN 105 (em direcção a Santo Tirso) até Água Longa, e aí tomar a EN 207 até Paços de Ferreira. Deste modo, poderá apreciar as belezas naturais da Serra da Agrela que, apesar de ter sido afectada por algumas aberrações urbanísticas, nomeadamente a construção de alguns armazéns no seu topo, continua a ser o pulmão do concelho pacense.
No final da subida, entra-se em Seroa, a porta de entrada por excelência da "Capital do Móvel". Esta freguesia é uma das maiores montras de mobiliário do concelho, dada a quantidade de indústrias e exposições de mobiliário existentes. Na Seroa, destaca-se a Igreja Matriz, obra recente, de arquitectura arrojada, que se avista da estrada nacional.
Oito quilómetros mais à frente, entramos na cidade de Paços de Ferreira, que já acima foi descrita. Em termos turísticos, é recomendável sair da cidade seguindo as indicações para o Mosteiro de Ferreira/Rota do Românico. Esta igreja é um dos mais importantes monumentos do concelho, tendo influenciado decisivamente a sua história. É um dos 21 monumentos que integram a Rota do Românico do Vale do Sousa.  Templo de estilo românico, datado do século XII, é um dos melhores exemplares deste estilo arquitectónico no Entre-Douro e Minho, misturando três correntes estilísticas, com origem no Porto, em Zamora e em Unhão. Serviu, durante séculos, de casa aos monges da Colegiada de São Pedro de Ferreira, que administrava todas as terras em seu redor, o Couto de Ferreira. Ainda na mesma freguesia, pode ser visitada a Serra de São Tiago e respectiva capela, um local muito aprazível, de onde se pode desfrutar de uma vista panorâmica sobre o sul do Vale do Sousa.

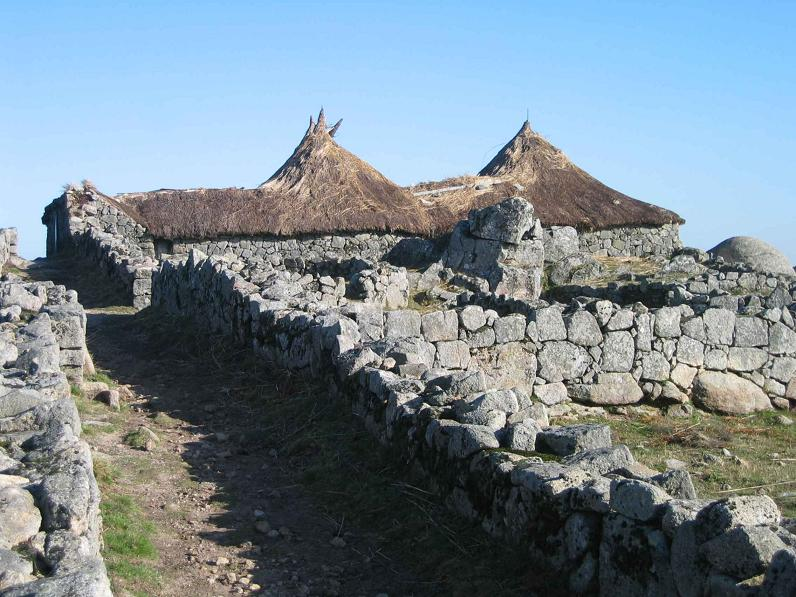
Citânia de Sanfins (Núcleo familiar reconstituído)

De Ferreira, é recomendável seguir até Freamunde pequena cidade em cujo centro se podem apreciar várias capelas, com destaque para a Capela de São Francisco, e a parte antiga do núcleo urbano, apesar de, tal como em Paços de Ferreira, esta estar ameaçada pela especulação imobiliária. Em Freamunde, pode tomar-se a estrada para Raimonda, e gozar a vista sobre o concelho de Lousada.
Aqui começa a visita à parte norte do concelho, mais rural e bucólica, mas também com mais pontos de interesse. No entroncamento, pode seguir-se as indicações para o Dólmen de Lamoso, um monumento fúnebre megalítico (mamoa) de grandes dimensões, provavelmente datado de 3000 a.C. É constituído por uma câmara poligonal, coberta por uma laje quebrada apoiada em nove esteios, tudo em granito azul característico da região.
Na freguesia vizinha de Codessos, situa-se o Alto da Sr.ª do Socorro, de onde se pode vislumbrar todo o Vale do Ave, nomeadamente o concelho de Vizela.

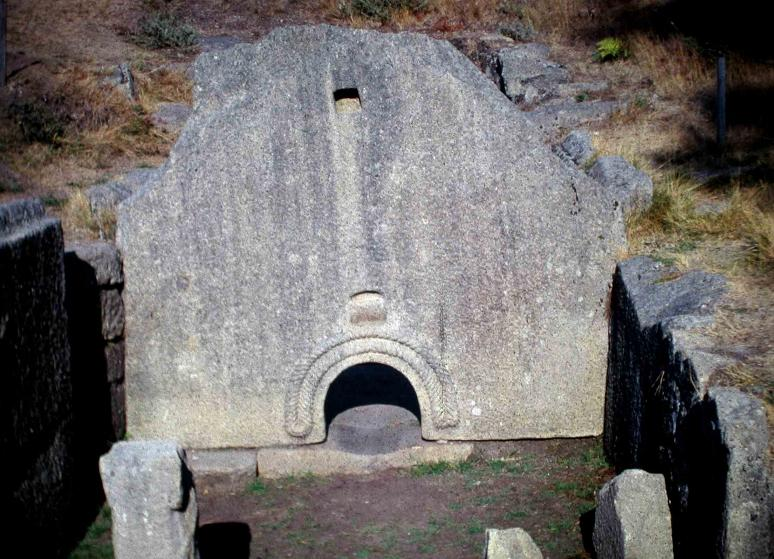
Citânia de Sanfins (Balneário Castrejo)

Segue-se o monumento mais importante do concelho de Paços de Ferreira. A Citânia de Sanfins, localizada nas freguesias de Eiriz e Sanfins de Ferreira, é o vestígio de um povoado fortificado, defendido por três linhas de muralhas e reforçado por uma muralha exterior. As ruínas, descobertas na década de 1950 e alvo de uma escavação cuidadosa, liderada, entre outros, pelo arqúeólogo Martins Sarmento, mostram-nos hoje o que era um povoado castrejo do século II a.C. Merecem natural destaque o núcleo castrejo reconstituído, que, para além das ruínas, é uma reprodução fiel de um conjunto de habitações castrejas, e o balneário castrejo, onde se encontra a Pedra Formosa da Citânia. Pode ainda observar-se uma réplica da primitiva Estátua do Guerreiro, símbolo da Citânia, e cujo original foi incompreensivelmente levado para Lisboa.
A visita à Citânia só ficará completa com uma passagem pelo Museu Arqueológico, de entrada gratuita. O museu encontra-se instalado no Solar dos Brandões, uma antiga casa senhorial. A exposição permanente do Museu mostra achados arqueológicos em todo o concelho, nomeadamente peças de olaria e moedas de ouro, prata e bronze de várias épocas da história pré-cristã, desde a ocupação castreja até à romanização.
Seguindo novamente em direcção a Paços de Ferreira, merece uma visita a Igreja Matriz de Carvalhosa, dedicada a São Tiago, que possui uma arquitectura de tal maneira rara, que é caso único em Portugal.

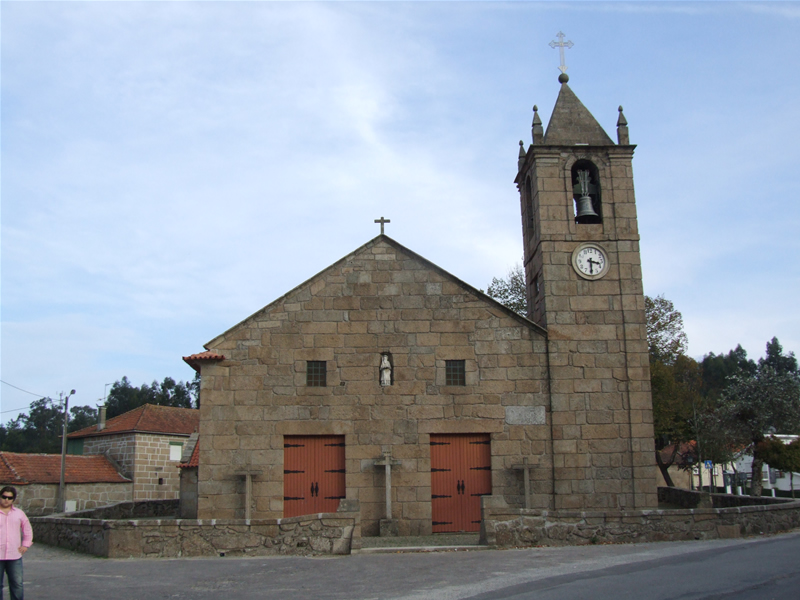
Igreja Matriz de Carvalhosa (Fachada Principal)

A mesma possui tal raridade devido, entre os demais, ao facto do seu interior estar dividido em duas amplas naves exactamente iguais. É de realçar, porém, a sua fachada muito simples, mas onde se pode encontrar um nicho central com a bela imagem gótica do padroeiro, em calcário, que conjuntamente com duas imagens de Raimonda e Ferreira, constituem um importante conjunto imaginário medieval do concelho. Ainda de referir que, no interior da mesma igreja, poder-se-à observar um altar com a representação da Árvore de Jessé, um importante trabalho do século XVIII, com grande significado iconográfico, por ser uma das três existentes em Portugal. No adro da pitoresca igreja, é possível observar uma escultura da autoria de José Carlos Coelho, residente na vila.
De Carvalhosa, pode seguir-se pela EN 209 em direcção ao Porto. Nesta via, poder-se-à observar, à face da estrada, situada a cerca de 150 metros da Casa da Botica, a ponte Joanina, sobre o rio de Carvalhosa, que terá sido construída no reinado de D. João V, na referida freguesia. É construída em pedra e em estilo românico.
Em Meixomil, deve virar-se à direita na rotunda em direcção ao local onde esta visita ao concelho deve terminar, o seu ponto mais elevado, o Monte do Pilar, localizado a cerca de 530 m de altitude, na fronteira entre os concelhos de Paços de Ferreira e Santo Tirso. Aqui está instalada a Estação de Radar Nº2 da Força Aérea Portuguesa (antiga Esquadra de Detecção e Conduta da Intercepção nº 12). Do parque fazem parte uma zona de merendas, um bar e uma pequena capela. Porém, a atracção maior da zona do Pilar é a estátua do Cristo-Rei, edificada em 1961 para substituir uma anterior, destruída por um violento temporal, um ano após ter sido edificada, em 1960. Da zona envolvente à estátua, é possível avistar, em dias de sol, toda a Área Metropolitana do Porto, distinguindo-se principalmente pontos como as cidades do Porto, Vila Nova de Gaia (Monte da Virgem), Maia (Câmara Municipal), Matosinhos (praias e refinaria da Petrogal), Vila do Conde e Póvoa do Varzim, entre outros. Outro pólo de interesse é o conjunto de sobreiros de grande porte, que permite o usufruto de sombra na primavera e verão para as tradicionais merendas que aí se fazem. No dia 15 de agosto festeja-se aí a romaria a Nossa Senhora do Pilar, marcado pelos fartos merendeiros, concertos de bandas de música e pela majestosa procissão ao redor do complexo.
Daqui é possível sair rapidamente do concelho, quer em direcção a Santo Tirso, Famalicão e Braga pela EN 319, ou rumo ao Porto, a Trás-os-Montes ou ao sul pela A42, a partir do nó de Seroa.

## Cidade de Paços de Ferreira

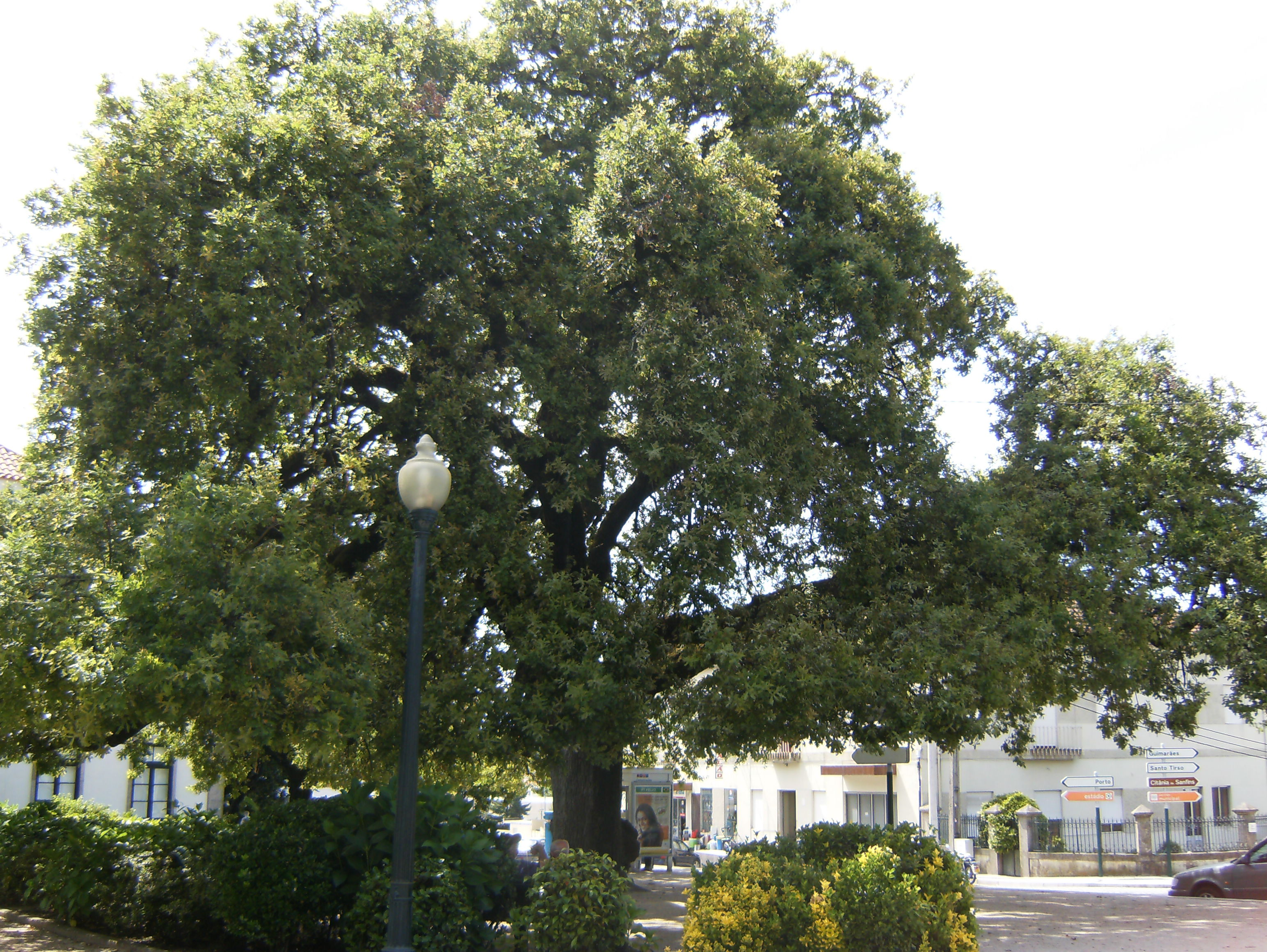
A "Carvalha" tricentenária do Jardim Municipal é o ex-líbris da cidade

A atual cidade de Paços de Ferreira foi até meados do século XIX uma vila rural, que cresceu a partir de vários lugares nos quais a população se dedicava predominantemente à agricultura.
A área da freguesia incluiu a Zona Agrária de Paços de Ferreira (actual Parque Urbano), do Ministério da Agricultura, e a Esquadra n.º 12 da Força Aérea Portuguesa.
Com o crescimento demográfico e a aceleração do desenvolvimento económico a maioria dos edifícios do centro histórico foram demolidas. Em 1997, uma requalificação da zona da "Rotunda" levou à construção do Monumento ao Marceneiro e dos actuais Paços do Concelho, construídos no lugar anteriormente ocupado pelas Escolas Primárias do Plano dos Centenários.

## Ranchos folclóricos
- Rancho Folclórico da Citânia de Sanfins
- Rancho Folclórico de Santa Maria de Lamoso
- Grupo Folclórico Danças e Cantares S. Martinho de Frazão
- Rancho Folclórico de S. Pedro da Raimonda
- Associação Cultural "As Croceiras" de Carvalhosa
- Rancho Folclórico das Lavradeiras do Centro Social de Penamaior
- Grupo Folclórico da Cidade de Freamunde
- Rancho Folclórico de S. Mamede da Seroa
- Associação Folclórica Independente de Sanfins de Ferreira

## Brasão do concelho

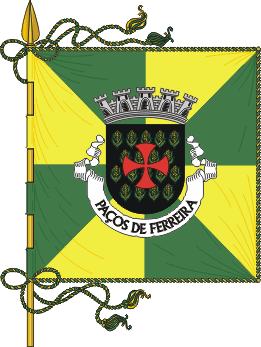
O brasão do concelho de Paços de Ferreira é formado por 18 espigas de milho e uma cruz pátea de cor vermelha

O Brasão do Concelho, tal como o temos, foi publicado em “Diário da Governo” em 25 de Agosto de 1932 (portaria n.º 7:406), durante o 8º governo da Ditadura portuguesa. O concelho de Paços de Ferreira foi criado sobre o verde dos campos mas a colocação central da Cruz do  Templo,  "da cor própria vermelha (Alusão aos Templários que viveram nesta região" carece de fundamentação  e foi geradora de equívocos.  Na realidade, não temos referenciadas quaisquer provas de vivência dos Templários no território que hoje constitui o concelho de Paços de Ferreira e, segundo as Inquirições Régias de 1220 e as seguintes, nesta região não havia um único casal da Ordem do Templo, mesmo que por “região” se pretendesse entender o Termo  de Ferreira e o Termo de Aguiar de Sousa juntos. Entretanto, o equívoco sobre a ausência da Ordem do Templo levou a que várias coletividades e Assembleias de Freguesias, a exemplo do Município, adotassem esta Cruz para suas bandeiras e brasões. A pertença destas Terras à Ordem do Templo é uma ilusão histórica.
A prova material da existência da Cruz do Templo, que se reflecte nos nossos brasões, é o cruzeiro de Sanfins de Ferreira. Esta “bonita e imponente Cruz que muitos julgaram simbolizar a passagem dos Templários por estas bandas serve para desmitificar alguns “erros do passado e explicar a tradição agrícola do concelho”, disse o Professor Armando Coelho, ao Jornal Imediato, aquando a inauguração do Museu Municipal. A existência desta Cruz Templária, que até ao último quartel do século XX estava no largo Confraria, em Sanfins de Ferreira, também não é de fácil compreensão, podendo mesmo ser o que resta do Mosteiro que, no ano de 1111, o cavaleiro Soeiro Viegas, senhor do “Couto de Fins de Ferreira”, aqui fundou. Note-se que o título nobiliárquico de “senhor do Couto de Fins de Ferreira” continua referido no século XIII.

## Hino
O Hino do concelho de Paços de Ferreira foi composto por Armando Leça (música) e pelo Padre Armando Pereira (letra).
| CORO Paços de Ferreira avante A cantar e a trabalhar! Cada seara ondulante É um poema a vibrar. (bis) I O povo lavra cantando A terra escuta as cantigas E repete-as no seu brando Poema de oiro das espigas II Teu brasão é a cruz do Templo Que Portugal pequenino Trouxe ao peito- nobre exemplo! Para lhe marcar o destino... III Nas pedras do teu Mosteiro Perpassam vozes d'outrora É Portugal cavaleiro Falando ao povo de agora! |

## Transportes

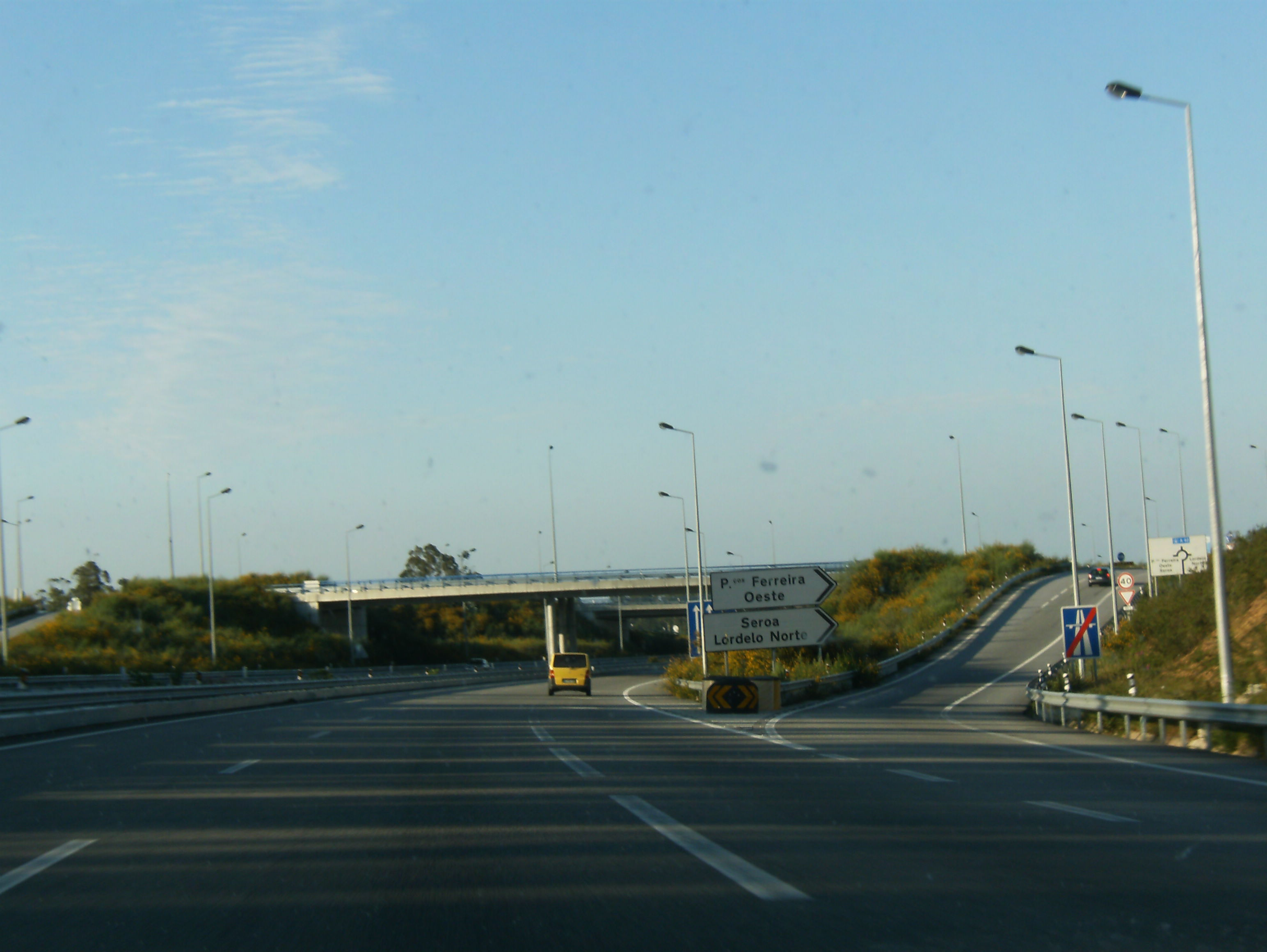
A42- nó de Seroa

A cidade é servida pela A42, uma autoestrada que se interliga, no território do concelho pacense, com a restante rede viária nos seguintes nós:
- Seroa: serve a zona oeste do concelho
- Frazão: serve a cidade de Paços de Ferreira e a zona norte do concelho
- Ferreira/P.Ferreira: serve Paços de Ferreira e a zona sul do concelho
- Ferreira/Freamunde: serve a zona leste do concelho

O concelho é também servido por uma rede considerável de estradas nacionais:
- EN 207: Agrela (EN 105 Alfena, Porto)- Seroa-Frazão-Paços de Ferreira-Freamunde-Lousada-Felgueiras
- EN 209: Gondomar-Valongo-Lordelo- Arreigada-Frazão-Meixomil-Carvalhosa-Figueiró-Raimonda-Lustosa (EN 106 Vizela/Guimarães)
- EN 319: Paredes-Ferreira - Paços de Ferreira - Meixomil-Santo Tirso

Em resumo, as distâncias-tempo entre Paços de Ferreira e as localidades mais próximas:

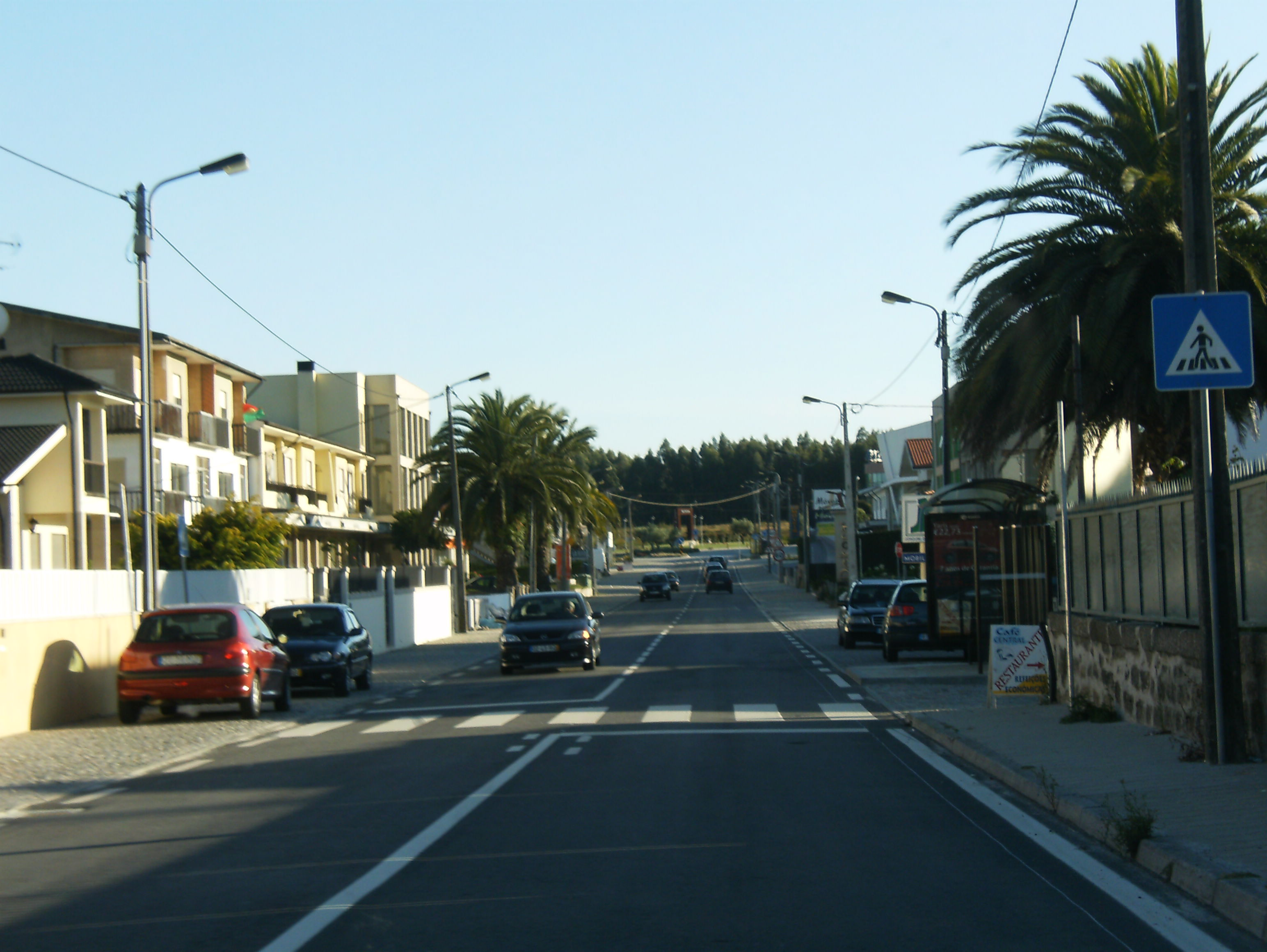
EN207- av. Central de Seroa

|             | Dist. | Tempo  | Dist. EN | Tempo EN | Percurso EN |
| ----------- | ----- | ------ | -------- | -------- | ----------- |
| Porto       | 28 km | 20 min | 26 km    | 45 min   | N207 + N105 |
| Lousada     | 16 km | 12 min | 11 km    | 20 min   | N207        |
| Santo Tirso | 38 km | 30 min | 16 km    | 25 min   | N319        |
| Alfena      | 20 km | 22 min | 18 km    | 29 min   | N207 + N105 |
| Paredes     | ---   | ---    | 13 km    | 20 min   | N319        |
| Penafiel    | 20 km | 24 min | 20 km    | 30 min   | N207 + N106 |
| Guimarães   | 40 km | 34 min | 27 km    | 40 min   | N209 + N106 |

Distância e tempo a outros pontos importantes do país
- Lisboa - 344 km; 3h 20 min;
- Coimbra - 150 km; 1h 34 min;
- Braga - 63 km; 45 min;
- Valença - 125 km; 1h 10 min;
- Chaves - 125 km; 1h 19 min;
- Vilar Formoso - 261 km; 2h 54 min.

Os transportes públicos de passageiros no concelho são assegurados pela Auto-Viação Pacense, empresa local que efectua serviços diários entre a sede do concelho e as várias freguesias. São também efectuados serviços diários para os concelhos mais próximos (Porto, Paredes, Lousada, Santo Tirso, Penafiel e Valongo). Esta empresa é também responsável pela grande maioria dos transportes escolares.
Na zona norte do município opera também a Transcovizela que assegura ligações regulares a Vizela e Guimarães, a partir da central de Figueiró.